# Funambulismo

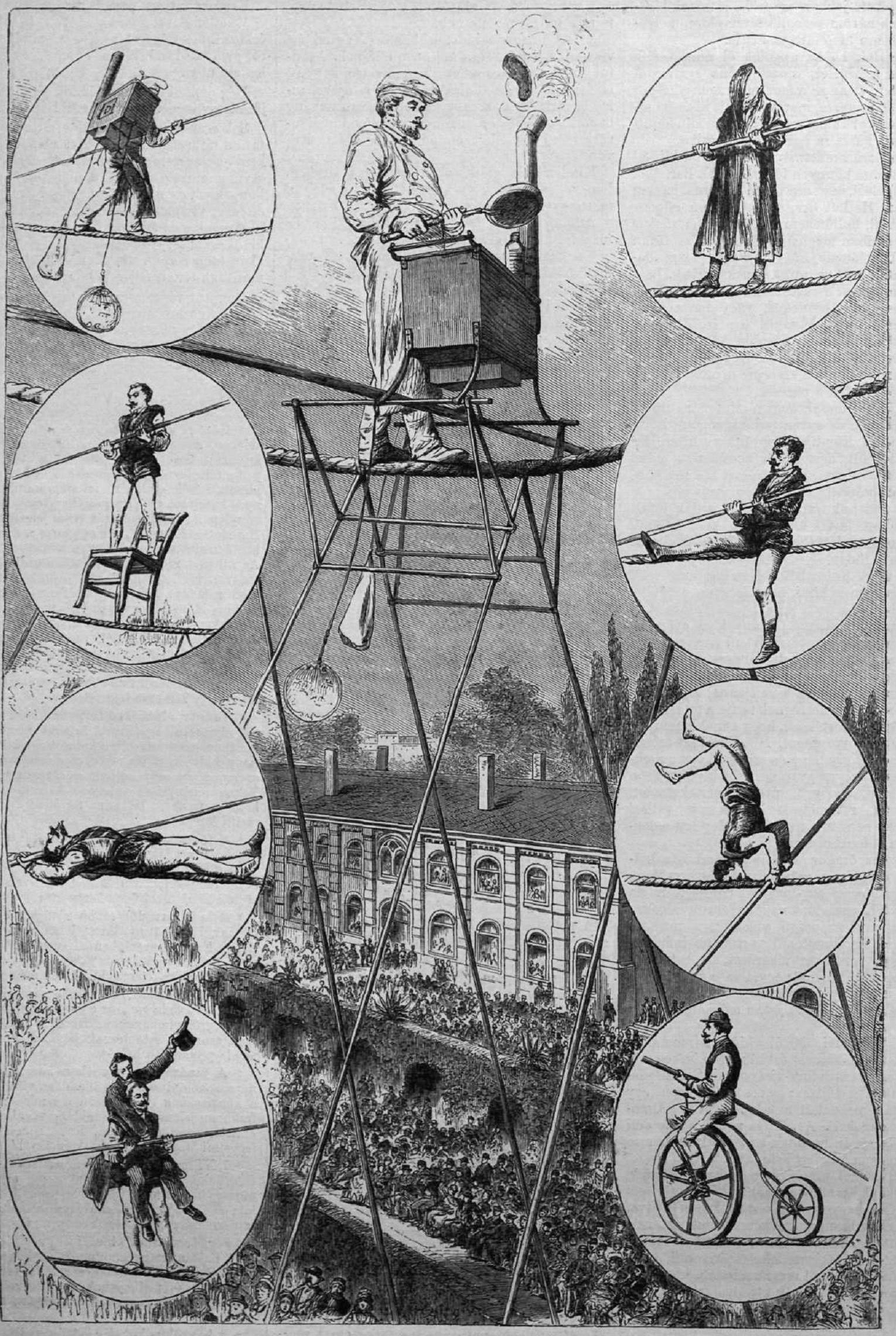
Cartel publicitario húngaro de 1880, anunciando diversos números de funambulismo del artista francés Charles Blondin.

Funambulismo es el arte de caminar a lo largo de un delgado alambre, cuerda o similar mínima superficie de apoyo, practicado desde la antigüedad clásica por los funámbulos (del latín «funambulus», de «funis» -cuerda-, y «ambulare» -andar-). Es conocido también como volatinero y "alambrista".
Se dice que los equilibristas realizaban actuaciones espontáneas en lo alto de las calles de Roma e incluso en el Coliseo. Los romanos llamaban a estos artistas funambula, y hoy funambulista es el término técnico para designar a los equilibristas y caminantes de cuerda floja. Antiguas pinturas de yeso, enterradas durante 1700 años bajo la ceniza volcánica que sepultó la antigua ciudad de Pompeya, representan lo que parecen pequeños demonios caminando sobre lo que sin duda son cuerdas flojas tendidas sobre armazones en forma de A, una estructura que los funámbulos siguen utilizando hoy en día. Este descubrimiento amplía el registro escrito (o pintado) del funambulismo hasta el año 79 d. C.
La cuerda floja no es sólo un deporte antiguo, sino también mundial. Los historiadores no pueden precisar desde cuándo existe la tradición coreana del jultagi, pero es posible que comenzara ya en el año 57 a. C. El Jultagi, considerado hoy parte del patrimonio cultural coreano, es una forma única de funambulismo en la que los artistas combinan la acrobacia con la música y la actuación.

## Historia

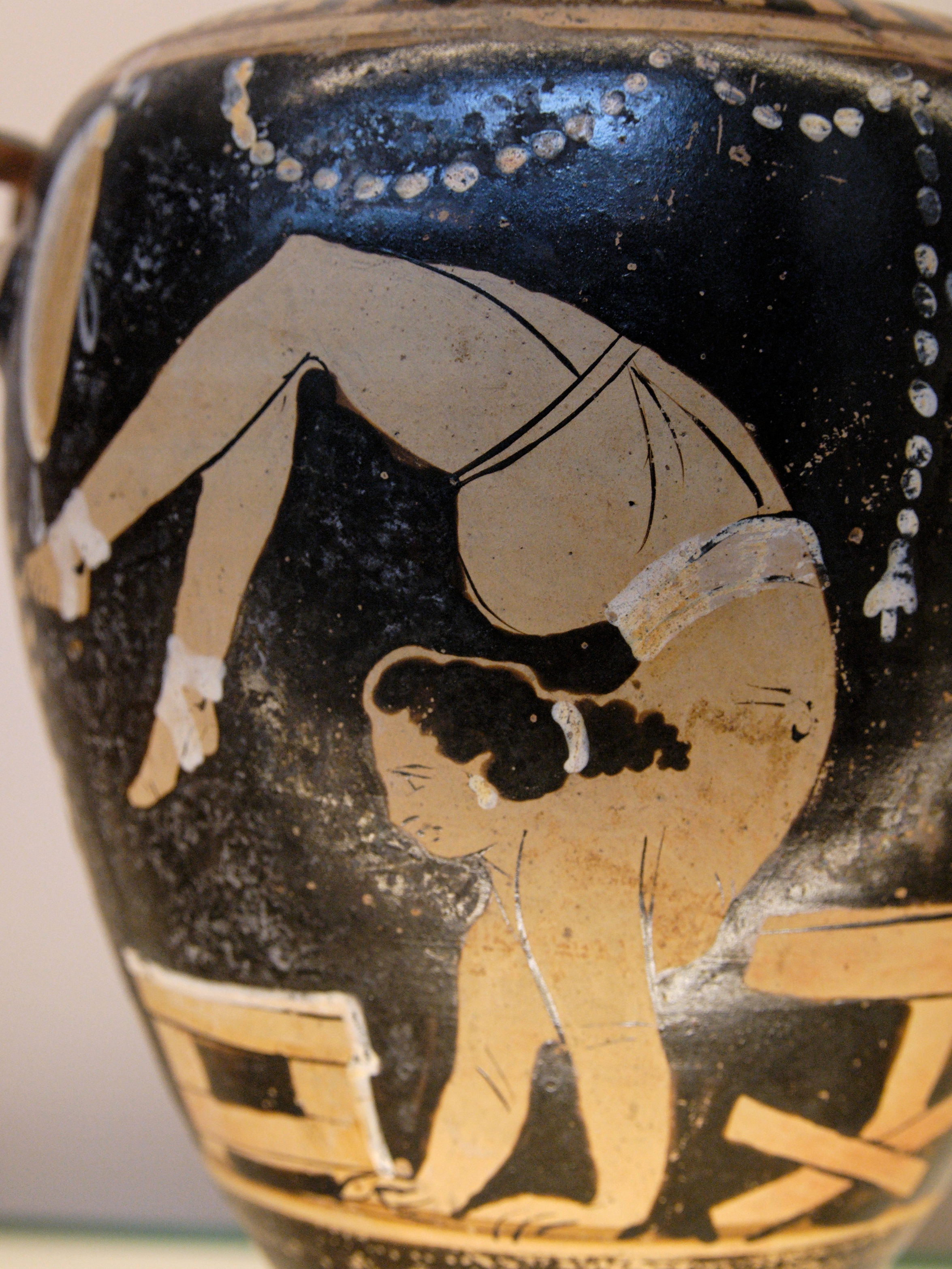
Mujer acróbata en una hidria de la Antigua Grecia, c. 340-330.

La tradición acrobática está presente en muchas culturas y hay evidencia de que las primeras tradiciones se originaron hace varios miles de años. Por ejemplo, la civilización minoica hacia el año 2000AdC. contiene descripciones de hazañas acrobáticas a lomos de toros.
Conocidos entre los griegos como schoinobates (σχοινοβάτης, danzantes en la cuerda), al parecer fueron introducidos en la Roma. Terencio hace mención de un funámbulo que había distraído a su público durante la primera representación de su comedia La suegra (Hecyra, 165 a. C.). Por su parte, cuenta Marco Aurelio en sus Meditaciones que estando él y Lucio Vero presenciando los juegos mandados para celebrar sus triunfos y que habiendo caído uno de los funámbulos cuando estaba danzando, mandó Marco Aurelio que se tendiesen colchones debajo de la cuerda y que tal gesto de prudencia pudo ser el origen de la costumbre de poner debajo de ella una red.
Las cortes tribales de la Europa medieval contaban a menudo con espectáculos acrobáticos en sus entretenimientos, en los que se incluían malabares.
En China, las acrobacias formaban parte de la cultura de la Dinastía Han. Entonces, las acrobacias formaban parte de las fiestas y festivales. Para la época de la Dinastía Tang las acrobacias tuvieron el mismo desarrollo que en Europa durante la Edad Media, se desarrollaron en la exposición del patio del siglo VII. hasta el siglo X. La acrobacia ha seguido siendo una parte importante de la tradición china hasta nuestros días.
Actualmente hay algunos funambulistas muy conocidos como Nik Wallenda o Aisikaier Wubulikasimu

## Diferenciación
Las actuaciones en la cuerda floja o en la cuerda de baile se denominan danza de la cuerda, y en la cuerda alta, marcha de la cuerda (de alambre).

### Cuerda floja

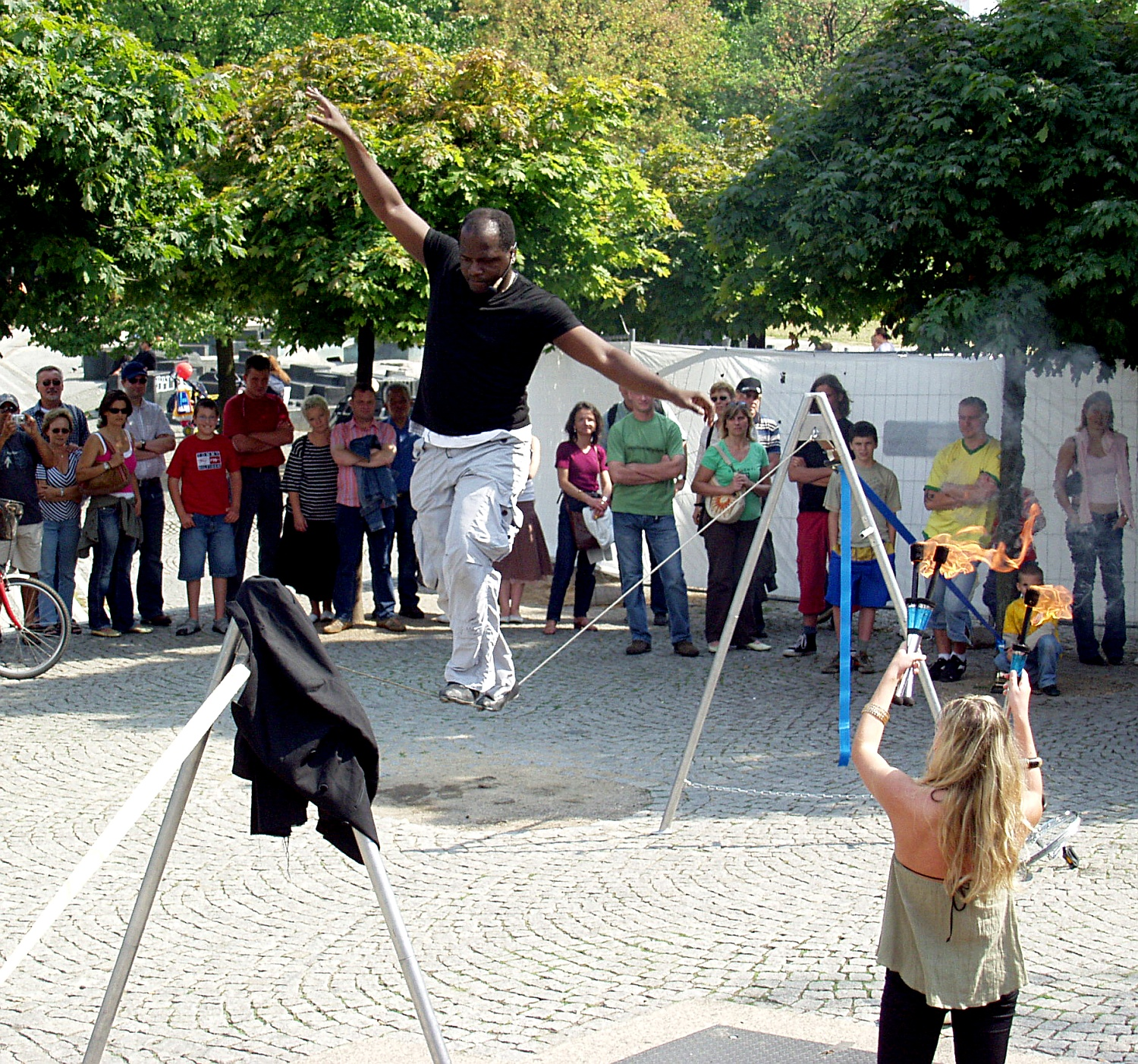
Artista callejero en la cuerda floja, y, en un lateral, otro con antorchas.

La cuerda floja es una cuerda que cuelga suelta entre dos puntos fijos. En el balanceo se realizan varios trucos con él. Ligeros movimientos de balanceo hacia los lados mantienen al ejecutante en equilibrio. Además de caminar y girar sobre la cuerda floja, hay muchos trucos diferentes, como montar en monociclo, juego malabares, pararse con las manos y la cabeza, y columpiarse.

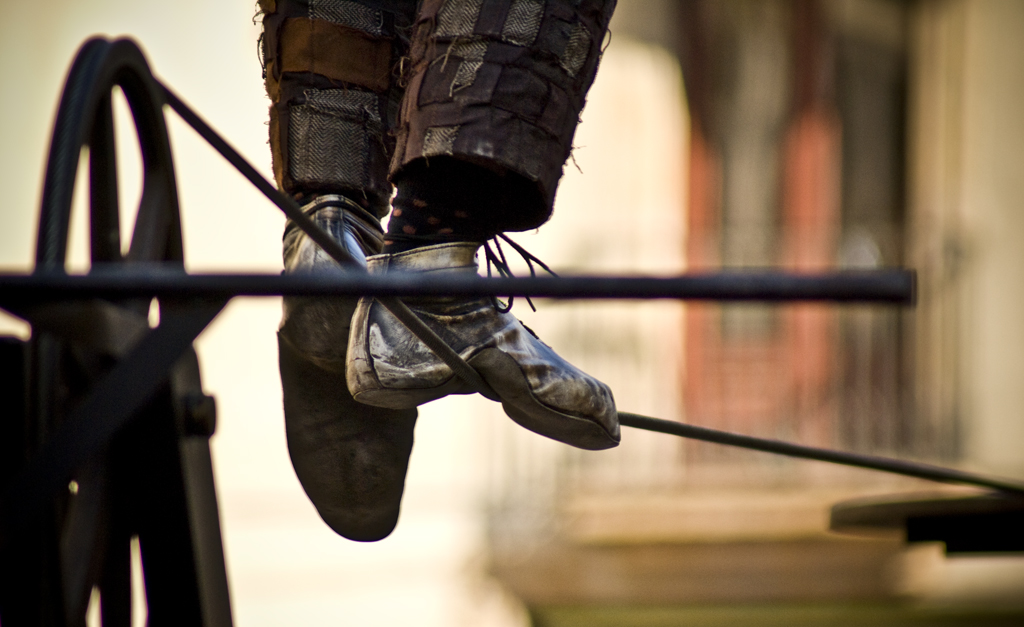
Detalle de los pies de un equilibrista sobre una cuerda.

### Cuerda de baile
La cuerda de baile, al igual que la cuerda floja, está sujeta a dos puntos fijos a una altura de hasta 4 m. Sin embargo, se tensa con una fuerza de tracción de hasta 40 kN. Por eso también se le llama cuerda rígida, directamente traducida del inglés "tight rope". Un abanico de equilibrio, con forma de gota o circular, suele servir de ayuda para el equilibrio. Una característica especial de la cuerda de baile es su suspensión, que es utilizada en particular por los artistas franceses. Esto facilita la ejecución de la danza con saltos, giros y secuencias de pasos. Las longitudes de las cuerdas en esta disciplina son de unos 5 metros. Se utilizan cuerdas tensadas o aparatos autónomos. Las cuerdas laterales, como en las cuerdas altas, no son comunes.

### Cuerda en altura
Al igual que la cuerda de baile, una cuerda alta es una cuerda fuertemente tensada hecha de alambre y se utiliza a mayores alturas. En el circo la altura es de unos 8 a 10 metros, al aire libre puede superar los cien metros. Los equilibristas suelen utilizar una pértiga de entre 5 m y 20 m de longitud y un peso de hasta 30 kg para conseguir un mayor momento de inercia y un centro de gravedad más bajo, lo que facilita el equilibrio. Sin embargo, algunos artistas, especialmente de América y España, también trabajan a mano alzada, pero entonces suelen hacerlo con una cuerda relativamente corta. Con las alturas habituales al aire libre y las longitudes de cuerda de hasta varios cientos de metros, es casi imposible soportar el viento y las vibraciones que se producen sin un poste de equilibrio. Los cables largos están asegurados a ciertos intervalos con cuerdas de sujeción laterales ("cavaletti") para evitar un balanceo excesivo.
También se puede hacer volteretas, arcos, splits o saltos en la cuerda tensada (cuerda de baile o cuerda floja), se puede montar en ella con un monociclo especialmente preparado o sentarse en una silla colocada sobre la cuerda.

### Tipos
El gran diccionario histórico o Miscellanea curiosa de la Historia Sagrada y profana de Louis Moréri, editado en 1753, distingue cuatro géneros de danzantes de cuerda:
- Los que daban vueltas alrededor de una cuerda en figura de una rueda alrededor de su eje;
- los que bajaban de arriba abajo por encima de una cuerda apoyados sobre el estómago, abiertos de brazos y piernas;
- los que corrían sobre una cuerda extendida horizontalmente o de arriba abajo;
- y los que brincaban y danzaban sobre dicha cuerda.

En Oriente un de las más bellas expresiones del funambulismo es la danza del jultagi.

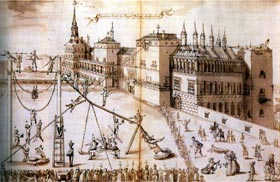
Compañía de funambulistas frente al Alcázar de Madrid, hacia 1596-1597.

## Un ejemplo delsigloXVI
El investigador e hispanista John Earl Varey (1922-1999) analizó un curioso y extraño grabado guardado en el Museo Municipal de Madrid. En él puede verse una compañía de volatineros y funambulistas italianos, "Los Hermanos Burattini", realizando sus saltos, danzas, piruetas y proezas ante el Real Alcázar de Madrid en el último lustro del siglo XVI. Uno de ellos, con los brazos y piernas desplegados, como un ave, se desliza sobre su propio vientre a lo largo de una soga tendida desde una de las torres del alcázar hasta el extremo de la ensenada. Es de suponer, aunque la miniatura no permite confirmarlo, que el acróbata se apoya en un tablón con una ranura que le sirve de guía, al que va prendido de alguna manera. Al parecer, tal ejercicio recibía el nombre de "despeño" o despeñadero.

## Biomecánica
Los acróbatas mantienen su equilibrio posicionando su centro de masa directamente sobre su base de apoyo, es decir, desplazando la mayor parte de su peso sobre sus piernas, brazos o cualquier parte de su cuerpo que estén utilizando para sostenerse. Cuando están en el suelo con los pies uno al lado del otro, la base de apoyo es amplia en la dirección lateral pero estrecha en la dirección sagital (de atrás hacia adelante). En el caso de los caminantes de cuerda floja, sus pies están paralelos entre sí, un pie colocado delante del otro mientras están en el cable. Por lo tanto, el balanceo de un caminante de cuerda floja es de lado a lado, su apoyo lateral se ha reducido drásticamente. En ambos casos, ya sea de lado a lado o en paralelo, el tobillo es el punto de pivote.
Un caminante de alambre puede utilizar una pértiga para equilibrarse o puede estirar los brazos perpendicularmente a su tronco a modo de pértiga. Esta técnica ofrece varias ventajas. Distribuye la masa lejos del punto de pivote, aumentando así el momento de inercia. Esto reduce la aceleración angular, por lo que se requiere una mayor torsión para hacer girar al artista sobre el cable. El resultado es una menor inclinación. Además, el ejecutante también puede corregir el balanceo girando el poste. Esto creará un par de torsión igual y opuesto en el cuerpo.
Los bailarines de cuerda floja suelen llevar zapatillas muy finas y flexibles, con suela de cuero o de gamuza, para proteger los pies de abrasiones y magulladuras, pero permitiendo que el pie se curve alrededor del cable. Aunque es muy infrecuente en la práctica, los funámbulos aficionados o inexpertos suelen caminar descalzos para poder agarrar el cable entre el dedo gordo y el segundo. Esto se hace más a menudo cuando se utiliza una cuerda, ya que las fibras más suaves y sedosas son menos gravosas para el pie desnudo que el cable trenzado, más duro y abrasivo.

## Equilibristas famosos

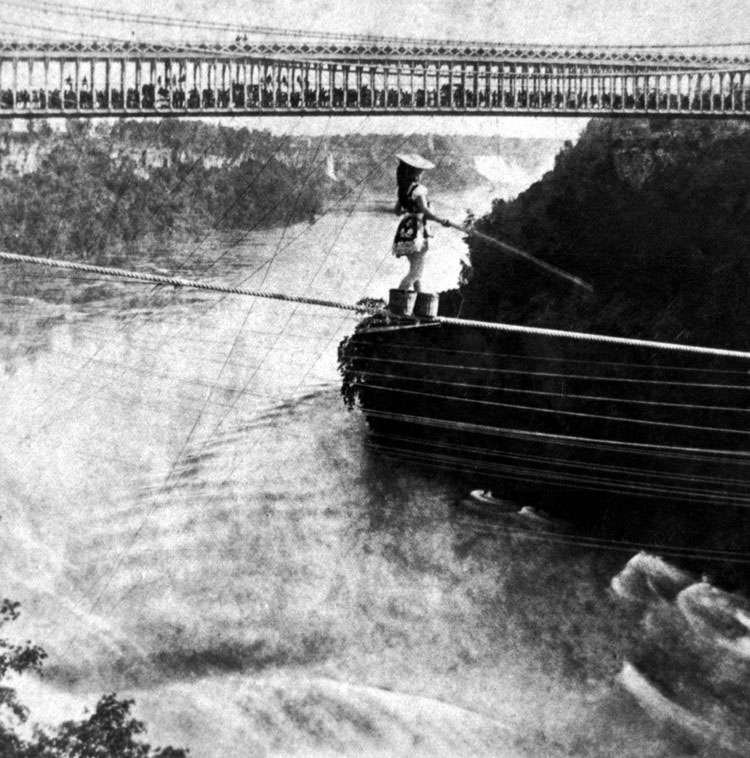
Maria Spelterani cruza las Cataratas del Niágara el 4 de julio de 1876.

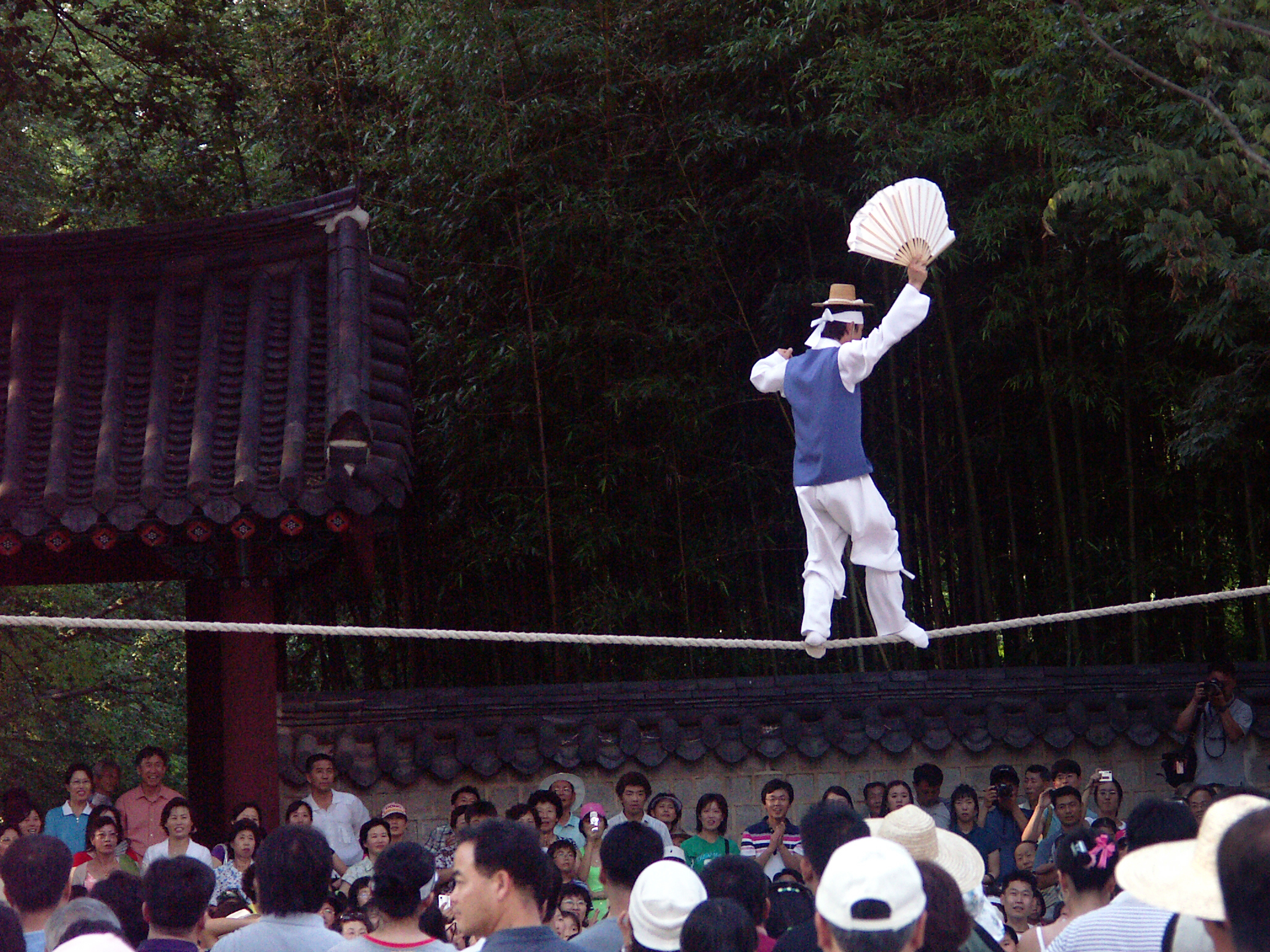
Jultagi, la tradición coreana de caminar sobre la cuerda floja.

- Jay Cochran, canadiense, estableció múltiples récords de caminata aérea, incluida la Gran Caminata China[7] en Kutang Gorge, China, 639 m (2098 pies) de largo, 410 m (1340 pies) de altura desde un acantilado hasta el lado opuesto sobre el río Yangtsé; la pasarela aérea con los ojos vendados más larga,[8] de 800 pies (240 m ) de largo, 300 pies (91 m) de alto en 1998, entre las torres del Flamingo Hilton en Las Vegas, Nevada, que se transmitió en los récords mundiales Guinness Primetime en la cadena FOX el martes 23 de febrero de 1999. En 2001, se convirtió en la primera persona en caminar por el cielo sobre las Cataratas del Niágara en Canadá en más de cien años.[9] Sus actuaciones finales tuvieron lugar durante la caminata aérea de 2012,[10] estableciendo un récord mundial[11] de 11,81 millas (19,01 km) en distancia acumulada de caminata aérea desde la Torre Skylon a una altura de 520 pies (160 m) atravesando 1300 Cables de 400 m (pies) de altura hasta la cima del hotel Hilton Fallsview a una altura de 177 m (581 pies).
- Farrell Hettig, caminante de cuerdas alta estadounidense, comenzó como miembro del equipo Wallenda, una vez ostentó el récord de la inclinación más pronunciada de la cuerda floja en 1981.[12]
- Denis Josselin, un equilibrista francés, completó una caminata a través del río Sena en París el 6 de abril de 2014. Le tomó 30 minutos caminar sobre 150 m (490 pies) de cuerda, a 25 m (82 pies) metros sobre el río. Se cubrió los ojos hasta la mitad sin arnés ni red de seguridad, aunque había botes de la policía disponibles en caso de que se cayera.[13][14]
- Fyodor Molodtsov (1855-1919), equilibrista ruso. Se le conoce por realizar numerosas acrobacias, como caminar sobre la cuerda floja mientras dispara, cargar a otras personas, caminar sobre zancos, bailar e incluso perder el equilibrio con explosiones pirotécnicas. Se sabe que derrotó a Blondin durante el cruce en la cuerda floja sobre el río Neva, cruzando por un lugar más amplio.
- Jorge Ojeda-Guzmán, equilibrista ecuatoriano, estableció récords mundiales Guinness de resistencia, así como el récord ecuatoriano de equilibrista, por 205 días de vida en la cuerda floja, del 1 de enero al 25 de julio de 1993, en Orlando, Florida.[15]
- Nick Wallenda, bisnieto de Carl, la segunda persona en caminar desde Estados Unidos a Canadá sobre las cataratas Horseshoe en las Cataratas del Niágara el 15 de junio de 2012; con su madre Dalailah (nieta de Carl), completó el último intento de su bisabuelo entre las dos torres del Condado Beach Hotel el 4 de junio de 2011. El 23 de junio de 2013 cruzó con éxito el desfiladero en la zona del Gran Cañón. El 2 de noviembre de 2014, cruzó el río Chicago desde la Torre Oeste de Marina City hasta el Edificio Leo Burnett, caminando por la cuerda floja con los ojos vendados desde la Torre Oeste hasta la Torre Este de Marina City.[16][17] Realizó una caminata récord de 610 m (2000 pies) en Kings Island el 4 de julio de 2008, rompiendo el récord de caminata de Carl Wallenda.[18][19]

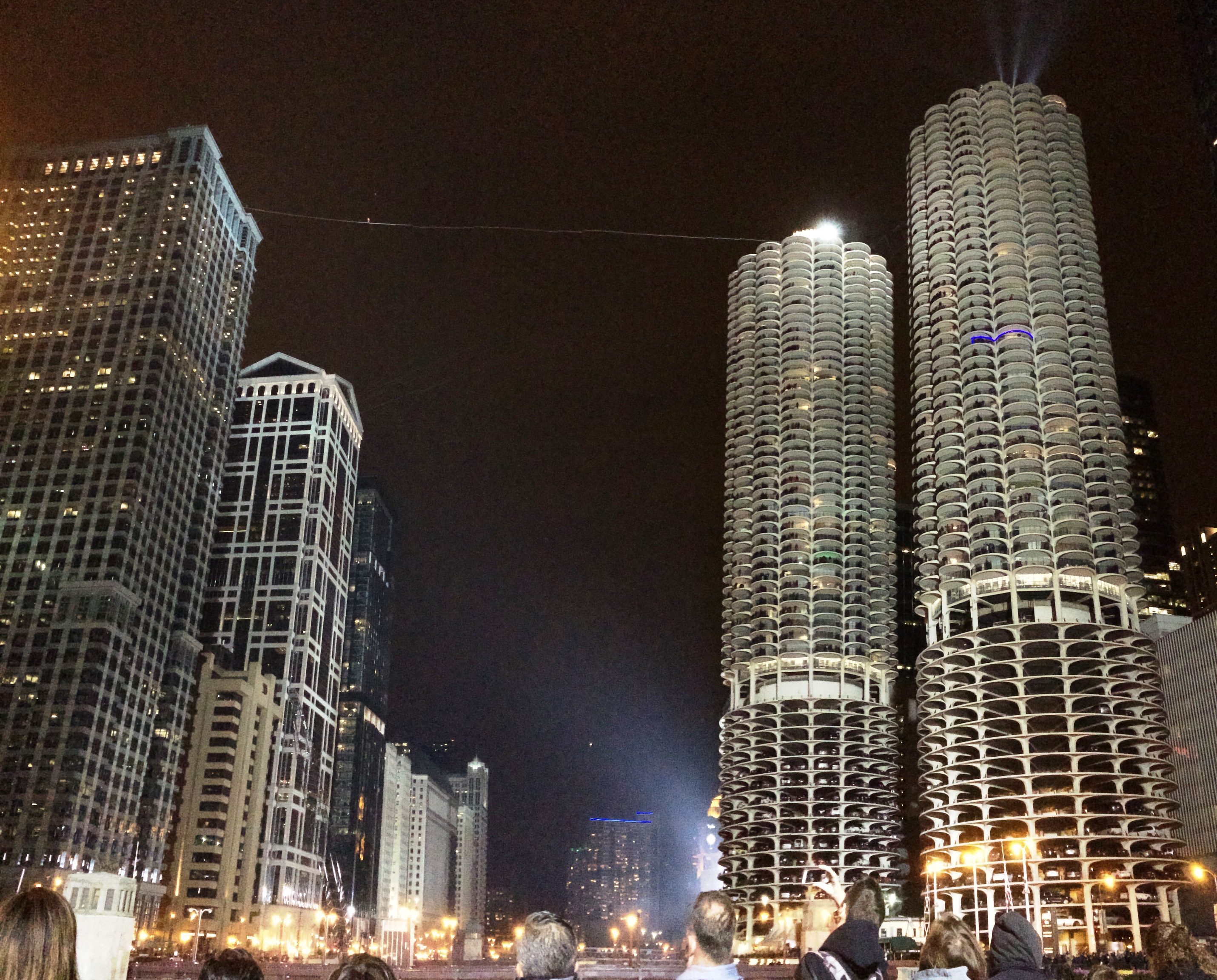
Nik Wallenda durante su travesía entre las torres Marina City y el Leo Burnett Building en Chicago en 2014.

- Adili Vuksor, chino (uigur), de Xinjiang, intérprete de la tradición uigur de caminar sobre una cuerda floja llamada davaz ; plusmarquista en la brazada más alta por cable. En 2010, estableció un récord mundial al vivir colgado de un cable durante 60 días en el estadio Nido de Pájaro de Beijing. Su record no había sido notificado a Guinness por lo que el récord Guinness permaneció en poder de Jorge Ojeda-Guzmán[20]
- Maurizio Zavata, es un equilibrista con los ojos vendados. El récord se estableció el 16 de noviembre de 2016 en Wulong, Chungking (China).[21]

## Véase también

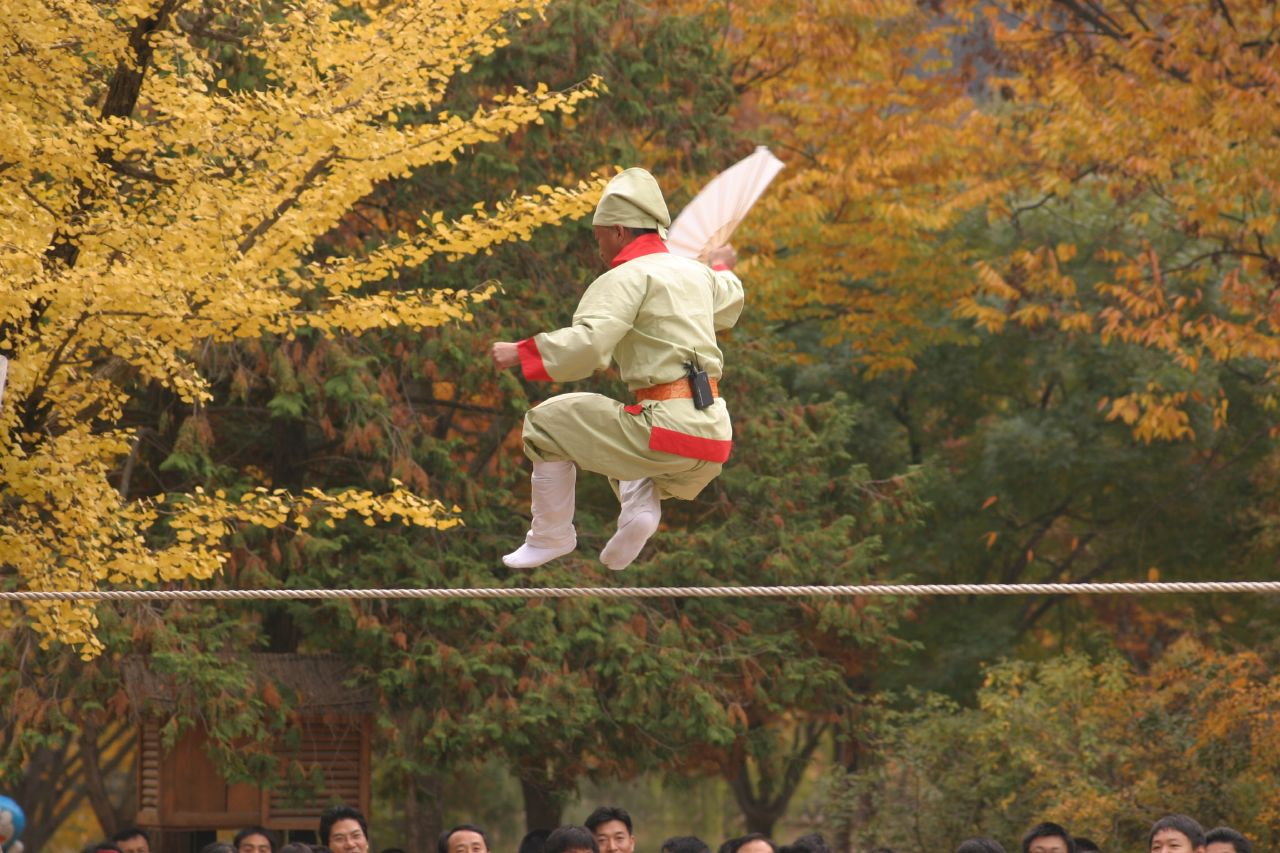
Espectáculo de Jultagi en 2007.